# Amnesia: The Dark Descent
Pour les articles homonymes, voir Amnesia.
Amnesia: The Dark Descent est un jeu vidéo d'horreur psychologique en vue à la première personne, développé par Frictional Games. Il est disponible en téléchargement depuis 2010 sur PC, OS X et Linux, et depuis novembre 2016 sur PS4.

## Synopsis
Le joueur prend le rôle de Daniel, qui se réveille à l'intérieur d'un château apparemment désert sans savoir comment il s'est retrouvé là. Peu après, Daniel trouve une note qu'il aurait lui-même écrite auparavant. Sur cette note, il donne l'ordre de tuer Alexander, le propriétaire du château. Daniel apprend également, grâce à la note, qu'il a décidé lui-même de se faire perdre la mémoire. Au fur et à mesure qu'il progresse dans le château, Daniel en apprend davantage à propos de lui et d'Alexander à l'aide de notes et à l'aide de souvenirs qui lui reviennent. Toutefois, il doit également s'enfuir devant une créature cauchemardesque qui le poursuit à travers les couloirs sombres du château.

## Système de jeu
Amnesia: The Dark Descent est un jeu de type survival horror dont le gameplay est similaire à celui de Penumbra: Overture, qui est également développé par Frictional Games. Les deux jeux présentent une vision subjective, en d'autres mots le joueur voit à travers les yeux du personnage. The Dark Descent est dépourvu d'affichage tête haute afin d'augmenter l'immersion. Le joueur évolue dans un vaste château de l'époque victorienne comportant caves, laboratoires, cachots et beaucoup d'autres zones à explorer. De plus, les interactions avec des objets et le décor fonctionnent de la même manière dans les deux jeux. Le joueur peut prendre à peu près n'importe quel objet se trouvant dans l'environnement et l'examiner en le faisant pivoter sur lui-même à l'aide de la souris. Pour ouvrir ou fermer des portes ou des tiroirs, le joueur doit, la plupart du temps, mimer l'action avec la souris.
Dans Amnesia: The Dark Descent, le joueur doit éviter de faire baisser la santé mentale de Daniel en restant dans des endroits lumineux ou en évitant d'assister à des événements perturbants. Si cette jauge est trop basse, la vision du personnage est troublée et ses déplacements deviennent difficiles, ce qui augmente sa vulnérabilité,.
Depuis le menu du jeu, il est possible de personnaliser l'histoire et les environnements à l'aide d'outils de création.

## Personnages
Daniel est le héros du jeu. Amnésique, on ne sait de lui que très peu de choses au début du jeu. D'après la lettre qu'il s'est adressée, il semblerait qu'il ait choisi de tout oublier, mais qu'il lui reste une dernière tâche à accomplir afin d'être « absous » : assassiner un homme.
Alexander von Brennenburg est le propriétaire du château. Il apparait comme une figure presque paternelle dans les quelques flashs de Daniel, mais il est clair qu'il a causé un grand tort à ce dernier, au point qu'il décide de le tuer.
Agrippa est plusieurs fois nommé dans des lettres retrouvées par Daniel, il y est decrit comme étant une sorte d'aventurier/chercheur à la recherche de l'occulte et ayant séjourné près du Château de Brennenburg dans le village d'Alstadt, on voit ensuite que lui aussi était à la recherche des Orbes et a côtoyé pendant plusieurs années au moins Alexandre. Le joueur le rencontrera finalement plus tard dans le jeu.
L'Ombre est une entité qui poursuit inéluctablement Daniel. Où qu'il aille, elle manifeste sa présence par des hurlements et en faisant apparaître des trainées organiques rouges sur les murs et le sol. L'Ombre a parfois des accès de violence durant lesquelles son pouvoir se focalise sur Daniel afin de l'éliminer.
Les ennemis principaux du jeu étaient des serviteurs d'Alexander. À la suite de lourdes pertes, Alexander s'est vu obligé de créer ses propres serviteurs qui s'avèrent êtres des créatures redoutables. Il existe deux types principaux: les « Brutes » et les « Grunts. »
Dans le jeu, la première créature rencontrée est un « Grunt. » Il a une forme humanoïde mais est totalement défiguré, sa main gauche a été coupée et remplacée par des griffes tranchantes.
Le second type, nommé « Brute », est armé d'une lame attachée à son bras gauche.
À certains moments, Daniel sera confronté aux Kaernks, des êtres carnivores issus d'un autre monde, invisibles et qui vivent dans l'eau. Les Kaernks se manifestent par des clapotements dans l'eau et sont attirés par n'importe quel objet projeté dans l'eau, on peut donc les écarter en lançant des livres, crânes, pierres au loin.
Comme énoncé précédemment, il s'avère que Daniel n'aura jamais d'arme dans le jeu, il est donc obligatoire de les éviter, c'est a dire que ce personnage ne peut pas attaquer.

## Développement
Le jeu, qui ne porte à l'époque pas encore de nom, est annoncé en 2008.

## Contenus téléchargeables et extensions
Le 12 avril 2011, Frictional Games a sorti un contenu téléchargeable gratuit pour Amnesia nommé Justine. Ce chapitre bonus n'a pas été annoncé sur leur site officiel mais par des indices répartis dans le jeu (récemment mis à jour lors de la mise en vente du Potato Sack Indie Bundle sur Steam). L'histoire se déroule dans le Nord de la France, à Calais, durant la même époque que le jeu original. On y incarne une jeune femme, emprisonnée dans un manoir sordide où une femme du nom de Justine pratique des expériences de psychologie sur des cobayes humains.
Le DLC reprend le gameplay du jeu d'origine avec notamment des nouveaux sons, musiques, objets, salles et créatures. Ce contenu téléchargeable se parcourt en une demi-heure, voire plus. Le DLC est intégralement en anglais. Les possesseurs d'Amnesia: The Dark Descent peuvent jouer à Justine en cliquant sur le bouton éponyme en bas à droite de la fenêtre, au lancement du jeu.
À noter que la sortie de ce DLC s'effectue dans le contexte du Potato Sack, jeu en réalité alternée précédant la sortie de Portal 2 organisée par Valve. Le scénario lui-même se rapproche de celui du premier Portal dans le sens où l'on incarne une fille prisonnière d'un lieu étranger et qu'une femme veut lui faire passer une série de tests à travers plusieurs chambres. La conclusion du jeu fait une référence plus explicite lorsque le personnage dit « I am still alive. » (« Je suis toujours vivante. »).
Les participants au Potato Sack qui parviennent à finir le jeu en ayant découvert tous les secrets et sauvé les trois hommes accèderont à l'un des fichiers audio cachés par GLaDOS dans chacun des 13 jeux du Potato Sack Indie Bundle, une pomme de terre est ajoutée sur leur page de profil Steam. Résoudre toutes les énigmes cachées dans chacun des jeux du bundle permet de récolter jusqu'à 36 pommes de terre. Leur rôle est d'accélérer la sortie de Portal 2. De même, jouer à Amnesia: The Dark Descent contribue à accélérer le processus.

## Accueil
Les critiques sont généralement positives, soulignant le soin apporté à l'atmosphère sinistre et oppressante. IGN parle d'une inoubliable expérience de survival horror. Rock, Paper, Shotgun va jusqu'à le considérer comme le jeu le plus effrayant jamais créé.
GameRankings et Metacritic donnent respectivement une note moyenne de 90 % et de 85 %.
Quatre mois après sa commercialisation, le jeu s'est écoulé à près de 200 000 exemplaires, alors que ses auteurs en espéraient seulement 100 000, toutefois plus de la moitié s'est vendu à un prix très réduit. Près d'un an après la sortie, en août 2011, Frictional Games annonce qu'il s'est vendu 400 000 copies du jeu, « ceci sans vraie publicité ». À l'heure actuelle, les ventes sont bonnes, avec environ 10 000 exemplaires vendus chaque mois. Le studio a fièrement signalé que le jeu a rapporté dix fois plus que le coût de développement (qui était de 360 000 dollars).

## Postérité
Une suite nommée Amnesia: A Machine for Pigs est sortie le 10 septembre 2013. L'équipe The Chinese Room s'est jointe à celle de Frictional Games pour sa réalisation. L'histoire suit en effet les pérégrinations d'un certain Oswald Mandus, plus de 60 ans après l'aventure de Daniel, en 1899 plus précisément. Ce dernier se réveille en mauvaise santé dans une étrange demeure, encore tourmenté par ses fièvres et les images d'une étrange machine. Son principal but reste durant l'aventure, de venir au secours de ses enfants prétendument en danger.
Plusieurs mécaniques de gameplay originales ont été supprimées (particulièrement le système d'inventaire et de santé mentale), même si la base de cet épisode reste le soin tout particulier apporté à l'ambiance visuelle et sonore.
En mars 2020, les studios Fictional Games annoncent la sortie d'un troisième volet, se prénommant Amnesia: Rebirth. Selon les créateurs du jeu, Amnesia Rebirth est une nouvelle descente dans l'obscurité s'inscrivant dans la série emblématique d'Amnesia. Situé dans le paysage désolé du désert algérien, le jeu se concentrera sur une nouvelle héroïne: Tasi Trianon. Elle entreprendra un voyage éprouvant à travers la dévastation et le désespoir, la terreur personnelle et la douleur, tout en explorant les limites de la résilience humaine. La sortie de cette suite est prévu pour automne 2020 sur PC et PlayStation 4.